# Rock latino
Rock latino é um termo usado para descrever um subgênero que mistura sons e elementos tradicionais da música da América Latina com música rock. No entanto, é amplamente usado na mídia de língua inglesa para se referir a qualquer tipo de música rock com vocais em espanhol ou português. Isso gerou controvérsia sobre o escopo da terminologia. Também está intimamente relacionado com a cena da música "alternativa latina" (que combina elementos latinos com rock alternativo, música eletrônica ou pop, indie e hip hop, entre outros) um termo que é frequentemente usado para se referir ao mesmo fenômeno.